# Otto Schmidt (Mediziner, 1898)
Otto Schmidt (* 28. Dezember 1898 in Fischerbabke bei Danzig; † 16. Oktober 1962 in Göttingen) war ein deutscher Rechtsmediziner und Hochschullehrer.

## Leben
Der Bauernsohn Otto Schmidt nahm nach der Reifeprüfung am Ersten Weltkrieg teil. Anschließend absolvierte er ein Medizinstudium, das er 1923 in Berlin mit Staatsexamen und Promotion zum Dr. med. abschloss. Danach war er im Rahmen seiner Assistenzarztzeit 1923/24 zunächst am Pathologischen Institut der Universität München und für ein weiteres Jahr an der städtischen Nervenheilanstalt in Breslau tätig. Nach einem berufsbegleitenden Zweitstudium der Rechtswissenschaft ab 1923 wurde er 1927 zum Dr. jur. promoviert. Ab 1926 war er Assistent am Gerichtsärztlichen Institut der Universität Breslau, wo er 1929 das Kreisarztexamen bestand und sich 1931 über Nahschusszeichen habilitierte. Anschließend war er als Privatdozent in Breslau tätig.
Zum außerordentlichen Professor ernannt wechselte er 1937 an die Universität Bonn. Schmidt wurde im Juni 1938 Anwärter auf eine Mitgliedschaft in der NSDAP. Er folgte Anfang Januar 1940 einem Ruf als ordentlicher Professor an die Medizinische Akademie Danzig, wo er auch als Direktor dem gerichtlich-medizinischen Institut vorstand. In der Endphase des Zweiten Weltkrieges setzte er sich vor der Eroberung Danzigs durch die Rote Armee und polnische Einheiten im März 1945 aus der Stadt ab.
In der Nachkriegszeit war er als Praktischer Arzt in Rendsburg  und ab Anfang September 1945 für die Hamburger Gesundheitsbehörde als Gerichtsarzt tätig. Schmidt wurde 1949 als Nachfolger des suspendierten Gottfried Jungmichel als Ordinarius  und Direktor des Institutes für gerichtliche Medizin und Kriminalistik an die Universität Göttingen berufen und verblieb in dieser Funktion bis zu seinem Tod im Oktober 1962. In dieser Zeit wirkte er als erklärender Mediziner in einem Kurzfilm gegen Alkohol am Steuer mit. Seine Forschungsschwerpunkte waren Ballistik, Standardisierung des Widmark-Verfahrens und Verkehrsanalyse. Bei Polizei und Justiz trug er den Spitznamen Mord-Otto. Nach seinem Tod übernahm Augustin Förster kommissarisch die Institutsleitung.